# 陕西省人民政府鲁迅图书馆
鲁迅图书馆全称为“陕西省人民政府鲁迅图书馆”，其前身是成立于1932年4月的中华苏维埃中央图书馆，是中国共产党领导下第一个政府图书馆。1936年为纪念鲁迅先生，而改名为“鲁迅图书馆”。文革期间曾遭受严重破坏。1981年8月恢复重建后，对外开放。
现址位于陕西省人民政府新城大院内省人大办公楼西侧白楼，面积700多平方米。现馆藏8万余册图书，4.1万余册杂志合订本，1280册报纸合订本，1万余册数字图书。

## 历史沿革
- 1932年4月，“中华苏维埃中央图书馆”在江西瑞金成立。馆址设在一间叫“熬厅子”的屋子里，面积约20平方米。
- 1934年10月，图书馆资料随中央红军开始长征；1935年10月，到达陕西吴起县；1936年7月，到达陕西保安。
- 1936年10月19日，鲁迅先生逝世。中共中央、苏维埃中央政府于10月22日致电国民党中央、南京政府，改“苏维埃中央图书馆”为“鲁迅图书馆”。
- 1937年9月，图书馆改由陕甘宁边区政府管理，董必武出任馆长；著名美国女记者艾格尼丝·史沫特莱曾担任外文书刊部管理员。
- 1939年，图书馆扩建后，拥有五间平房、三孔窑洞，还有一个花园，藏书1万多册。
- 1949年，图书馆随陕甘宁边区政府改制，划归由西北军政委员会管理，并于当年5月迁至西安市南院门（今中共西安市委办公院内）。
- 1954年，西北行政委员会撤销，“鲁迅图书馆”隶属于陕西省人民政府，并由南院门迁入省政府新城大院，藏书2万7千余册。
- “文革”期间，图书馆遭受到严重破坏；曾一度书毁馆闭。
- 1980年8月，陕西省人民政府决定恢复重建“鲁迅图书馆”。
- 1981年8月17日，重建后的图书馆，正式恢复并对外开放。

## 馆藏珍品
- 最早的《鲁迅全集》，1938年6月15日上海出版；中华民国三十七年九月十五日印造，共二十卷，由鲁迅先生纪念委员会编纂，光华书店出版发行，竖版线装。
- 《传世藏书》1995年出版，精装。由海南国际新闻出版中心出版。全书选收先秦至清末要籍1000种，约2.5亿字。